# Nicolò Anselmi
Nicolò Anselmi (* 9. května 1961, Janov) je italský římskokatolický duchovní a biskup Rimini.

## Život
Narodil se 9. května 1961 v Janově.
Vystudoval strojírenství na Janovské univerzitě. Poté vstoupil do arcibiskupského kněžského semináře a teologické vzdělávání získal na Papežské teologické fakultě Severní Itálie. Dne 9. května 1992 byl kardinálem Giovanni Canestrim vysvěcen na kněze a inkardinován do janovské arcidiecéze. Od roku 1994 byl zodpovědný za pastoraci mládeže v arcidiecézi, později v Církevní oblasti Ligurie a Italské biskupské konferenci.
Roku 2012 byl ustanoven biskupským vikářem pro pastoraci mládeže a farářem baziliky Santa Maria delle Vigne v Janově. Dne 10. ledna 2015 jej papež František jmenoval pomocným biskupem janovské arcidiecéze a titulárním biskupem z Uticy. Biskupské svěcení přijal 8. února z rukou kardinála Angela Bagnasco a spolusvětiteli byli kardinál Domenico Calcagno a biskup Alberto Tanasini. Následně se stal generálním vikářem arcidiecéze.
Dne 17. listopadu 2022 byl ustanoven biskupem Rimini.